# Ernest Buule
Ernest Buule – ugandyjski kolarz, olimpijczyk, uczestnik Letnich Igrzysk Olimpijskich 1984.
Podczas igrzysk wystartował w wyścigu indywidualnym ze startu wspólnego. Nie ukończył on tej konkurencji, podobnie jak kolega z reprezentacji, Muharud Mukasa.